# Математичний збіг
Кажуть, що виник математичний збіг, якщо два вирази дають майже однакові значення, хоча теоретично цього збігу ніяк пояснити не можна.

Наприклад, існує близькість круглого числа 1000, вираженого як степінь 2, і як степінь 10:
Деякі математичні збіги використовують в інженерній справі, коли один вираз використовується як апроксимація іншого.

## Вступ
Математичний збіг часто пов'язаний з цілими числами, і дивовижні («випадкові») приклади відбивають факт, що дійсні числа, які виникають у деяких контекстах, виявляються за деякими стандартами «близькою» апроксимацією малих цілих чисел або степенів десяти, або, загальніше, раціонального числа з малим знаменником. Інший вид математичних збігів — цілі числа, які одночасно задовольняють декільком, зовні не пов'язаним критеріям або збіги, що стосуються одиниць вимірювання. У класі чисто математичних збігів деякі прості результати мають глибоке математичне підґрунтя, тоді як інші з'являються несподівано.
Якщо дано зліченне число шляхів утворення математичних виразів, що використовують скінченне число символів, збіг числа використовуваних символів і точності наближення може бути найочевиднішим шляхом отримання математичного збігу. Стандарту, проте, немає і, коли немає формального математичного розуміння, апелюють до сильного закону малих чисел. Необхідне деяке естетичне математичне відчуття для з'ясування значення математичного збігу: є він випадковим явищем, чи це важливий математичний факт (див. «Стала Рамануджана» нижче про константу, яка з'явилася свого часу в пресі як науковий першоквітневий жарт). Таким чином, ці випадкові збіги розглядаються через їх курйозність або для заохочення любителів елементарної математики.

## Деякі приклади

### Раціональні наближення
Іноді прості раціональні наближення надзвичайно близькі до цікавих ірраціональних значень. Факт пояснюється в термінах подання ірраціональних значень неперервними дробами, але чому ці неймовірні збіги трапляються, часто залишається неясним.
Часто використовується раціональне наближення (неперервними дробами) до відношення логарифмів різних чисел, що дає (наближений) збіг степенів цих чисел.

#### Збіги з числомπ{\displaystyle \pi }
- Перший підхожий дріб числа {\displaystyle \pi }, [3; 7] = 22/7 = 3,1428…, відомий з часів Архімеда[3], і дає точність близько 0,04 %. Третій підхожий дріб, [3; 7, 15, 1] = 355/113 = 3,1415929…, який знайшов Цзу Чунчжі [4], правильний до шести десяткових знаків[3]. Така висока точність виходить через те, що наступний член неперервного дробу має дуже велике значення: {\displaystyle \pi }= [3; 7, 15, 1, 292, …][5].
- Збіг, у якому бере участь {\displaystyle \pi } і золотий перетин φ, задається формулою {\displaystyle \pi \approx 4/{\sqrt {\varphi }}=3,1446\dots }. Це співвідношення пов'язане з трикутником Кеплера. Деякі дослідники вважають, що цей збіг знайдено в пірамідах Гізи, але вкрай неймовірно, що він є навмисним[6].
- Існує послідовність шести дев'яток, яка починається з 762-ї позиції десяткового подання числа {\displaystyle \pi }. Для випадково вибраного нормального числа ймовірність появи на початку будь-якої вибраної послідовності шести цифр (наприклад, 658 020) становить лише 0,08 %. Є гіпотеза, що {\displaystyle \pi } є нормальним числом, але це не доведено.
- {\displaystyle {\frac {5}{6}}\pi \approx \varphi ^{2}}; правильно з точністю до 0,002 %.

#### Збіги з числом e
- Послідовність цифр 1828 повторюється двічі близько до початку десяткового подання числа e = 2,7 1828 1828….[7]
- Серед перших 500 000 знаків числа e є послідовність цифр «99 999 999»[8].

#### Збіги зі степенями 2
- Значення {\displaystyle 2^{10}=1024\approx 1000=10^{3}} збігаються з точністю 2,4 %. Раціональне наближення {\displaystyle \textstyle {\frac {\log 10}{\log 2}}\approx 3,3219\approx {\frac {10}{3}}}, або {\displaystyle 2\approx 10^{3/10}} збігається з точністю до 0,3 %. Цей збіг використовують в інженерних розрахунках для апроксимації подвоєної потужності як 3 dB (фактичне значення одно 3,0103 dB — див. Точка половинної потужності[en]), або для переведення кібібайтів у кілобайти [9][10].
- Цей збіг можна переписати як {\displaystyle 128=2^{7}\approx 5^{3}=125} (виключаємо спільний множник {\displaystyle 2^{3}}, так що відносна похибка залишається такою самою, 2,4 %), що відповідає раціональному наближенню {\displaystyle \textstyle {\frac {\log 5}{\log 2}}\approx 2,3219\approx {\frac {7}{3}}}, або {\displaystyle 2\approx 5^{3/7}} (також у межах 0,3 %). Цей збіг використовують, наприклад, для встановлення витримки в камерах як наближення степенів двійки (128, 256, 512) у послідовності витримок 125, 250, 500, тощо[2].

#### Збіги з музичними інтервалами
- Збіг {\displaystyle 2^{19}\approx 3^{12}}, {\displaystyle {\frac {\log 3}{\log 2}}\approx 1,5849\dots \approx {\frac {19}{12}}} зазвичай використовується в музиці під час налаштування 7 півтонів рівномірно темперованого ладу в чисту квінту натурального ладу: {\displaystyle 2^{7/12}\approx 3/2;}, що збігається з точністю до 0,1 %. Чиста квінта служить основою піфагорійського ладу і є найпоширенішою системою в музиці. З апроксимації {\displaystyle {(3/2)}^{12}\approx 2^{7}} випливає, що квінтове коло завершується на сім октав вище від початку[2].
- Збіг {\displaystyle {\sqrt[{12}]{2}}{\sqrt[{7}]{5}}=1,33333319\ldots \approx {\frac {4}{3}}} приводить до раціональної версії 12-TET ладів, як зауважив Йоганн Кірнбергер.
- Збіг {\displaystyle {\sqrt[{8}]{5}}{\sqrt[{3}]{35}}=4,00000559\ldots \approx 4} приводить до раціональної версії темперації середньотонового строю на 1/4 коми.
- Збіг {\displaystyle {\sqrt[{9}]{0,6}}{\sqrt[{28}]{4,9}}=0,99999999754\ldots \approx 1} веде до дуже маленького інтервалу {\displaystyle 2^{9}3^{-28}5^{37}7^{-18}} (близько міліцента).
- Збіг зі степенем 2 (див. вище) призводить до того, що три великі терції складають октаву {\displaystyle {(5/4)}^{3}\approx {2/1}}. Це та інші схожі наближення в музиці називають дієсами.

### Числові вирази

#### Вирази зі степенямиπ{\displaystyle \pi }
- {\displaystyle \pi ^{2}\approx 10;} з точністю близько 1,3 %[11]. Це можна зрозуміти в термінах формули дзета-функції {\displaystyle \zeta (2)=\pi ^{2}/6.}[12] Цей збіг використовувався під час розробки логарифмічних лінійок, коли шкала починається з {\displaystyle \pi }, а не з {\displaystyle {\sqrt {10}}}.
- {\displaystyle \pi ^{2}\approx 227/23,} з точністю до 0,0004 %.
- {\displaystyle \pi ^{3}\approx 31,} з точністю до 0,02 %.
- {\displaystyle {\sqrt[{5}]{\pi ^{3}+1}}\approx 2,} з точністю до 0,004 %.
- {\displaystyle \pi \approx \left(9^{2}+{\frac {19^{2}}{22}}\right)^{1/4},} або {\displaystyle 22\pi ^{4}\approx 2143}[13] з точністю до 8 знаків (згідно з Рамануджаном: Quarterly Journal of Mathematics, XLV, 1914, стор. 350—372). Рамануджан стверджує, що цю «цікаву апроксимацію» для {\displaystyle \pi } отримано емпірично" і вона не має зв'язку з теорією, яка розвивалася в статті.

{\displaystyle {\sqrt[{4}]{\frac {2143}{22}}}=3,1415926525\dots }
{\displaystyle {\sqrt[{5}]{306}}=3,14155\dots }
{\displaystyle {\sqrt[{6}]{\frac {17305}{18}}}=3,1415924\dots }
{\displaystyle {\sqrt[{7}]{\frac {21142}{7}}}=3,14159\dots }
Деякі правдоподібні зв'язки виконуються з високою мірою точності, але все таки залишаються збігами. Прикладом є
{\displaystyle \int _{0}^{\infty }\cos(2x)\prod _{n=1}^{\infty }\cos \left({\frac {x}{n}}\right)\mathrm {d} x\approx {\frac {\pi }{8}}.}
Дві частини цього виразу відрізняються лише 42-м десятковим знаком.

#### Вирази із степенямиπ{\displaystyle \pi }іe
- {\displaystyle \pi ^{4}+\pi ^{5}\approx e^{6}} з точністю 0,000 005 %
- {\displaystyle {\sqrt[{4}]{3^{3}e^{\pi }}}\approx 5} з точністю близько 0,008 %.
- {\displaystyle {3}^{\frac {\pi +e}{4}}\approx 5} з точністю близько 0,000 538 % (Joseph Clarke, 2015)
- {\displaystyle e^{\pi }-\pi \approx 19,99909998} дуже близьке до 20 (Конвей, Слоан, Плуфф, 1988). Цей збіг еквівалентний {\displaystyle (\pi +20)^{i}=-0,9999999992\ldots -i\cdot 0,000039\ldots \approx -1}[13]
- {\displaystyle \pi ^{3^{2}}/e^{2^{3}}=9,9998\ldots \approx 10}

#### Вирази зπ{\displaystyle \pi },eі 163
- {\displaystyle {163}\cdot (\pi -e)\approx 69}, з точністю 0,0005%[13]
- {\displaystyle {\frac {163}{\ln 163}}\approx 2^{5}}, з точністю 0,000004%
- Стала Рамануджана: {\displaystyle e^{\pi {\sqrt {163}}}\approx (2^{6}\cdot 10005)^{3}+744}, точність {\displaystyle 2,9\cdot 10^{-28}\%}, відкрита в 1859 Шарлем Ермітом[15]. Ця дуже близька апроксимація не є типовим випадковим математичним збігом, де невідомо жодного математичного пояснення. Це наслідок факту, що 163 є числом Гігнера.

#### Вирази з логарифмами
{\displaystyle \ln 2\approx \left({\frac {2}{5}}\right)^{\frac {2}{5}}} (точність 0,00024 %).

### Інші цікаві числові збіги
- {\displaystyle 10!=6!\cdot 7!=1!\cdot 3!\cdot 5!\cdot 7!}.[16]
- {\displaystyle \,2^{3}=8} і {\displaystyle 3^{2}=9\,} є єдиними нетривіальними послідовними степенями додатних цілих чисел (гіпотеза Каталана).
- {\displaystyle \,4^{2}=2^{4}} є єдиним цілочисельним розв'язком рівняння {\displaystyle a^{b}=b^{a}}, в припущенні, що {\displaystyle a\neq b}[17] (див. формальний метод розв'язання в статті W-функція Ламберта)
- Число Фібоначчі F296182 (ймовірно) є напівпростим числом, оскільки F296182 = F148091 × L148091, де F148091 (30949 знаків) і число Люка L148091 (30950 знаків) є ймовірно простими.[18]
- В обговоренні парадоксу днів народження виникає число {\displaystyle \lambda ={\frac {1}{365}}{23 \choose 2}={\frac {253}{365}}}, яке «кумедно» дорівнює {\displaystyle \ln(2)} з точністю до 4 знаків[19].

### Збіги, пов'язані з десятковою системою
- {\displaystyle 2^{5}\cdot 9^{2}=2592}. Тобто 2592 є числом Фрідмана.[20]
- {\displaystyle 3^{3}+4^{4}+3^{3}+5^{5}=3435}.
- {\displaystyle \,1!+4!+5!=145}. Це факторіон, і їх усього 4 (в десятковій системі) — 1, 2, 145, 40585.[21]
- {\displaystyle {\frac {16}{64}}={\frac {1\!\!\!\not 6}{\not 64}}={\frac {1}{4}}},    {\displaystyle {\frac {26}{65}}={\frac {2\!\!\!\not 6}{\not 65}}={\frac {2}{5}}},    {\displaystyle {\frac {19}{95}}={\frac {1\!\!\!\not 9}{\not 95}}={\frac {1}{5}}},    {\displaystyle {\frac {49}{98}}={\frac {4\!\!\!\not 9}{\not 98}}={\frac {4}{8}}} (див. Неправильні скорочення). Крім того, добуток цих чотирьох дробів дорівнює рівно 1/100.
- {\displaystyle \,(4+9+1+3)^{3}=4913}; {\displaystyle \,(5+8+3+2)^{3}=5832}; і {\displaystyle \,(1+9+6+8+3)^{3}=19683}.[22]
- {\displaystyle \,2^{7}-1=127}. Можна переписати рівність {\displaystyle \,127=-1+2^{7}}, що робить 127 найменшим числом Фрідмана.
- {\displaystyle \,1^{3}+5^{3}+3^{3}=153} ; {\displaystyle \,3^{3}+7^{3}+0^{3}=370} ; {\displaystyle \,3^{3}+7^{3}+1^{3}=371} ; {\displaystyle \,4^{3}+0^{3}+7^{3}=407} — самозакохані числа[23]
- {\displaystyle \,(3+4)^{3}=343}[24]
- {\displaystyle \,588^{2}+2353^{2}=5882353}, а також {\displaystyle 1/17=0,0588235294117647\ldots } при округленні до 8 знаків 0,05882353. Збіг згадав Гільберт Лабелле в ~1980. Крім того, 5882353 є простим.
- {\displaystyle \,2646798=2^{1}+6^{2}+4^{3}+6^{4}+7^{5}+9^{6}+8^{7}}. Найбільше таке число — 12157692622039623539.[25]
- {\displaystyle \sin(666^{\circ })=\cos(6\cdot 6\cdot 6^{\circ })=-\varphi /2}, де {\displaystyle \varphi } — золотий перетин (дивовижна рівність з кутом, вираженим у градусах) (див. Число звіра)
- {\displaystyle \,\phi (666)=6\cdot 6\cdot 6}, де {\displaystyle \phi } — функція Ейлера

### Числові збіги у фізичному світі

#### Тривалість шести тижнів
Число секунд у шести тижнях, або 42 добах, становить рівно 10! (факторіал) секунд (оскільки {\displaystyle 24=4!}, {\displaystyle 42=6\cdot 7} і {\displaystyle 60^{2}=5\cdot 8\cdot 9\cdot 10}). Багато хто помітив цей збіг, зокрема, число 42 є важливим у романі Дугласа Адамса «Путівник по Галактиці».

#### Швидкість світла
Швидкість світла (за визначенням) дорівнює рівно 299 792 458 м/с, дуже близько до 300 000 000 м/с. Це звичайний збіг, оскільки метр спочатку визначено як 1/10 000 000 відстані між земним полюсом і екватором на рівні моря, довжина земного кола вийшла близько 2/15 світлової секунди.

#### Прискорення вільного падіння
Залежно від широти і довготи, числове значення прискорення вільного падіння на поверхні Землі лежить між 9,74 і 9,87, що досить близько до 10. Це означає, що за другим законом Ньютона вага кілограма маси на поверхні Землі дорівнює приблизно 10 Н.
Цей збіг насправді пов'язаний зі згаданим вище збігом квадрата {\displaystyle \pi } з 10. Одне з ранніх визначень метра — довжина маятника, період коливання якого дорівнює 2 с. Оскільки період повного коливання приблизно задається формулою нижче, після алгебричних перетворень, отримаємо, що прискорення вільного падіння чисельно дорівнює квадрату {\displaystyle \pi }
{\displaystyle T\approx 2\pi {\sqrt {\frac {L}{g}}}}
Коли було виявлено, що довжина кола Землі дуже близька до 40 000 000 м, визначення метра змінили, щоб відбити цей факт, оскільки це був більш об'єктивний стандарт (прискорення вільного падіння на поверхні Землі не стале). Це призвело до збільшення довжини метра трохи менше ніж на 1 %, що потрапляло в межі експериментальних похибок вимірювання.
Ще один збіг — що величина g, рівна приблизно 9,8 м/с2, дорівнює 1,03 світлового року/рік2, що близько до 1. Цей збіг пов'язаний з фактом, що g близьке до 10 в системі SI (м/с2), а також, що число секунд у році близьке до числового значення c/10, де c — швидкість світла у м/с.

#### Стала Рідберґа
Стала Рідберґа, помножена на швидкість світла і виражена як частота, близька до {\displaystyle {\frac {\pi ^{2}}{3}}\times 10^{15}}Гц:
{\displaystyle {\underline {3,2898}}41960364(17)\times 10^{15}}Гц {\displaystyle =R_{\infty }c} .
{\displaystyle {\underline {3,2898}}68133696\ldots ={\frac {\pi ^{2}}{3}}}

### Стала тонкої структури
Стала тонкої структури {\displaystyle \alpha } близька до {\displaystyle {\frac {1}{137}}} і була гіпотеза, що вона в точно дорівнює {\displaystyle {\frac {1}{137}}}.
{\displaystyle \alpha ={\frac {1}{137,035999074\dots }}}
Хоча це збіг не настільки строгий, як деякі вище, чудово, що {\displaystyle \alpha } є безрозмірною константою, тобто цей збіг не пов'язаний з використовуваною системою одиниць.